# Sammy Sheldon
Pour les articles homonymes, voir Sheldon.
Sammy Sheldon est une chef costumière britannique pour le cinéma. 

## Biographie
Samantha Sheldon a commencé à travailler en tant qu'assistante costumière dans le cinéma en 1997 et est devenue chef costumière en 2001. Elle a été nommée aux BAFTA Awards 2005 pour son travail sur Le Marchand de Venise et aux Saturn Awards 2007 et 2008 pour V pour Vendetta et Stardust, le mystère de l'étoile.

## Filmographie
- 2001 : La Chute du faucon noir de Ridley Scott
- 2004 : Calcium Kid d'Alex De Rakoff
- 2004 : Le Marchand de Venise de Michael Radford
- 2005 : H2G2 : Le Guide du voyageur galactique de Garth Jennings
- 2005 : Kinky Boots de Julian Jarrold
- 2006 : V pour Vendetta de James McTeigue
- 2007 : Stardust, le mystère de l'étoile de Matthew Vaughn
- 2008 : Hellboy 2 de Guillermo del Toro
- 2010 : Green Zone de Paul Greengrass
- 2010 : Kick-Ass de Matthew Vaughn
- 2010 : Les Voyages de Gulliver de Rob Letterman
- 2011 : X-Men : Le Commencement de Matthew Vaughn
- 2013 : Kick-Ass 2 de Jeff Wadlow
- 2014 : Ex machina d'Alex Garland
- 2014 : Imitation Game (The Imitation Game) de Morten Tyldum
- 2015 : Ant-Man de Peyton Reed
- 2016 : Assassin's Creed de Justin Kurzel
- 2018 : Jurassic World: Fallen Kingdom de Juan Antonio Bayona
- 2020 : Artemis Fowl de Kenneth Branagh
- 2021 : Les Éternels (Eternals) de Chloé Zhao
- 2023 : Ant-Man et la Guêpe : Quantumania (Ant-Man and the Wasp: Quantumania) de Peyton Reed
- 2024 : Kraven the Hunter de J. C. Chandor
- 2025 : Jurassic World : Renaissance (Jurassic World Rebirth) de Gareth Edwards